# Nico Gerharz
Nicolaas Josephus (Nico) Gerharz (Den Haag, 20 juni 1872 – Bandoeng, 13 november 1939) was een Nederlands dirigent en componist.
Hij is zoon van koopman Wilhelm Gerharz en koopvrouw Maria Josepha Bosmans. Zij is daarbij dochter van musicus Nicolaas Bosmans, zus van cellist Bosmans en tante van componiste en pianiste Henriëtte Bosmans. Nico Gerharz verloor beide ouders op jonge leeftijd (vader in 1892, moeder in 1894). Hij trouwde met Maria Johanna de Vos.
Hij kreeg zijn muziekopleiding aan het Koninklijke Muziekschool Den Haag onder meer van Willem Nicolaï. Hij werd eerste leerling-musicus op de klarinet in het orkest van het Achtste Regiment, dat onder leiding stond van Albert Kwast en later Dirk Couwenhoven. Hij aanvaardde in 1904 de baan als kapelmeester van de stafmuziek in sociëteit Concordia Batavia, Nederlands-Indië. Hij was een van de achtenveertig gegadigden voor die baan en werd door een commissie onder leiding van Henri Viotta tot tweede gegadigde benoemd. De als eerste uitverkorene Kwast werd echter afgekeurd voor Indië-dienst. Hij kreeg toen de rang van onder-luitenant. Hij klom op tot Eerste Luitenant Kapelmeester. Onder zijn leiding werden werken van Hector Berlioz, Pjotr Iljitsj Tsjaikovski en Antonín Dvořák op hoog peil uitgevoerd. Op 17 januari 1917 werd zijn ontslag aanvaard en keerde hij terug naar Nederland; hij vond het van belang dat zijn kinderen een Nederlandse scholing kregen. Hij werd er dirigent in Apeldoorn van het Jan Kwast-strijkorkest. Ook gaf hij destijds leiding aan koren. In 1920 werd hij de dirigent van de Concertvereniging Haarlems Muziekkorps en vormde het om tot de Haarlemsche Concert Vereniging, waarbij het specifieke harmonieorkest werd opgeheven. Er moest dus een strijkerssectie aangenomen worden. Frieda Belinfante, vriendin van Henriëtte Bosmans, zou er tweede celliste worden. De eerste cellist weigerde zich aan te passen (traagheid zit in het instrument) en mocht vertrekken, Belinfante werd gepromoveerd. Diezelfde Belinfante leidde een kleine opstand tegen hem, want hij sloeg als dirigent nogal wild om zich heen. Het orkest ergerde zich daaraan en protesteerde. Het gebaar van Belinfante door letterlijk tegen hem op te staan, leidde ertoe dat hij zich wat meer inhield. Van 1921 tot 1925 zou hij zes keer het Concertgebouworkest leidden. Hij leidde het orkest en een vooralsnog onbekende solist in de première van het celloconcert van Henriëtte Bosmans. Dirigent Marinus Adam (langere tijd tweede dirigent van het orkest) duidde hem later als "berucht" en omschreef hem als "militaristisch" (Hij had het liefst dat de musici voor hem in de houding gingen staan).
In 1927 trad hij daar af en ging enige tijd beroeploos door het leven; zijn opvolger in Haarlem werd Eduard van Beinum. Wel bleef hij betrokken in de muziekwereld als dirigent van Liedertafel Zang en Vriendschap te Haarlem en de Christelijke Oratorium Vereniging. Hij leidde ook het orkest van de Avro tijdens de zogenaamde Artis-concerten. In 1937 trok hij zijn kinderen achterna naar opnieuw Nederlands-Indië, waar hij overleed.
Van zijn hand verscheen een aantal composities, zoals zangspel Mascha (op tekst van Annie Nauta), twee symfonieën, symfonische gedichten, een orkestsuite, Hollandsche taal (cantate voor gemengd koor, solisten en orkest), Het geuzenvendel (voor mannenkoor), Vliegeniersmarsch voor orkest, een serenade getiteld To the great artist Louis Zimmermann (voor viool en piano) , orkestouverture Cannenburg. Werken van hem werden uitgevoerd door onder andere Martin Heuckeroth met de Arnhemsche Orkest Vereeniging en Wouter Hutschenruyter met het Utrechts Stedelijk Orkest.
- Nederlandse Thesaurus van Auteursnamen: 290882362
- Virtual International Authority File: 286716073
- WorldCat: E39PBJmTpqT3WHXTYfRm6cjBfq